# Joropo Llanero
El joropo llanero es una variante regional del joropo en Venezuela, experimentó una evolución significativa a partir del siglo XVIII, consolidándose como una expresión festiva de arraigo popular. Se caracteriza por la utilización de instrumentos musicales tradicionales como el arpa llanera o la bandola llanera, acompañados por el cuatro venezolano, las maracas, y la integración de canto y baile. La música, estructurada en golpes o pasajes, consiste en la convivencia y el juego simultáneo de metros binarios y ternarios (6/8, 3/4 y 3/2).
El joropo llanero es una manifestación cultural en constante evolución, arraigada en los llanos de Venezuela y Colombia, goza de mayor difusión en comparación con otras variantes del joropo. Este fenómeno se atribuye a un proceso de profesionalización y comercialización más intensivo, impulsado por una extensa discografía y una amplia radiodifusión, además de la abundancia de festivales y concursos que involucran a ambos países. Su historia se entrelaza con el desarrollo de las rutas comerciales y la ganadería en la región, lo que influyó en su evolución y características distintivas. El baile del joropo llanero, con sus diversas modalidades como el valsiao, toriao, escobillao y zapatiao, refleja la gracia y la destreza de los bailarines, mientras que la vestimenta típica, colorida y representativa de la cultura llanera, complementa la expresión artística. El historiador y músico mexicano Antonio García de León, en su obra «El mar de los deseos. El Caribe hispano musical» (2002), define un amplio género musical hispanoamericano caracterizado por la rítmica ternaria, estructuras armónicas de raíz renacentista y formas literarias del Siglo de Oro español. El Puerto de Veracruz, como principal destino del cacao venezolano durante mas de un siglo (1628-1728), fungió como un puente cultural que facilitó el intercambio de tradiciones musicales entre México y Venezuela. Las similitudes entre el son jarocho y el joropo son un testimonio de esta intensa relación comercial y de la riqueza cultural que se generó en este contexto histórico.

## Historia
El proceso de colonización español en Venezuela, iniciado en el siglo XVI, se caracterizó por una progresiva expansión territorial que enfrentó diversos obstáculos. Los llanos venezolanos, con sus particulares condiciones geográficas y climáticas, así como la resistencia de las poblaciones indígenas, constituyeron un entorno especialmente desafiante para los colonizadores. A diferencia de las regiones costeras y montañosas, la colonización de esta extensa planicie se desarrolló de manera gradual y prolongada.
La propagación del joropo estuvo estrechamente vinculado al desarrollo de las rutas comerciales y a la fundación de nuevas poblaciones, lo que permitió la difusión de las prácticas musicales y dancísticas características de este género. Si bien la documentación histórica existente sitúa la primera mención conocida del joropo el 10 de abril de 1749, es altamente probable que las características distintivas del género se hayan desarrollado con anterioridad a esta fecha. La estratégica ubicación de San Sebastián de los Reyes, fundada en 1585, la convirtió en un punto de conexión esencial entre las regiones costeras y centrales de Venezuela y los llanos. En el siglo XVII continuó la lenta penetración europea y se crearon algunos pueblos, este proceso tomó impulso en el siglo XVIII. Las extensas llanuras cubiertas de gramíneas de los llanos occidentales y centrales atrajeron a colonizadores españoles, quienes vieron en ellas espacio propicio para la cría del ganado bovino y caballar. Surgieron así los primeros hatos y numerosos centros poblados, en cuya fundación participaron encomenderos y misioneros jesuitas, franciscanos y capuchinos. Así, el joropo emprendió su trayectoria desde los Valles de Tuy y Aragua hacia los Valles de Orituco, estableciendo de esta manera un puente cultural significativo entre la región central y los llanos centrales guariqueños. Su posterior dispersión hacia la llanura occidental coincidió con el auge de la actividad ganadera en esta región, lo que favoreció su arraigo y transformación.

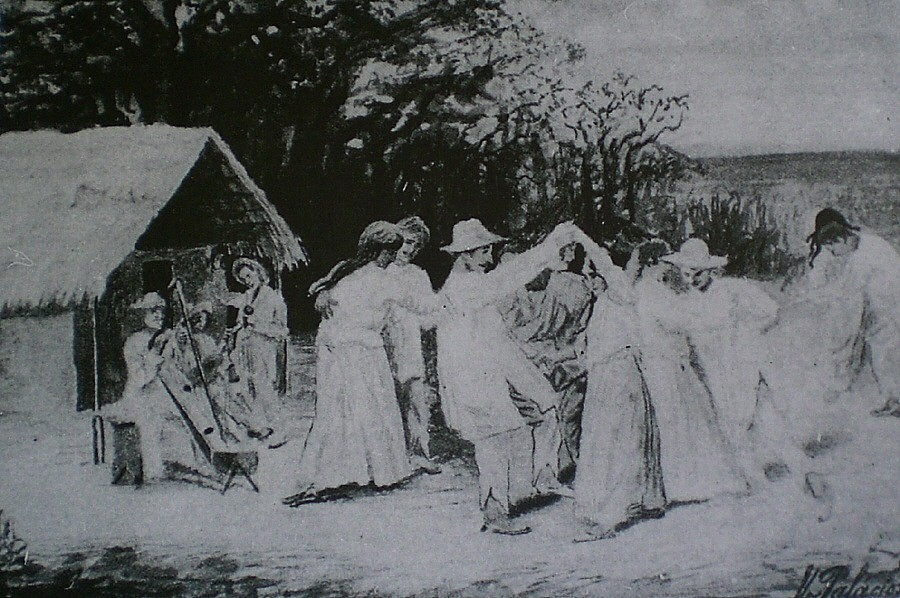
Venezuelan Joropo. Cuadro de Eloy Palacios.

Entre el último tercio del siglo XVIII y 1810, los misioneros desplegaron sus mayores esfuerzos de poblamiento, creando 44 pueblos de misión en la provincia barinesa, que reuniría unos 75.000 habitantes, a finales del siglo XVIII, una cifra quizás sobre-estimada, y las ciudades de Barinas, Ospino y Guanare fluctuarían entre 10.000 y 12.000 habitantes. La dinámica socio-económica fue construyendo, de esta manera, una geotrama, confiriéndole una determinada coherencia y un distintivo relacionamiento al territorio llano alto, diferenciándolo de otros sistemas regionales de la Capitanía General de Venezuela.
El joropo evolucionó en el contexto de la región llanera, desarrollando características distintivas vinculadas a las arduas labores del campo. Las actividades relacionadas con el manejo del ganado, como el arreo, el herraje y la doma, influyeron significativamente en la expresión musical. El joropo recio, surgido de este entorno, se caracteriza por su vigor y virtuosismo, reflejando la fuerza y la destreza necesarias para dominar caballos salvajes y conducir grandes hatos. Su interpretación, marcada por un canto potente y desenvuelto, evoca los gritos y llamados utilizados por los llaneros durante las faenas ganaderas. En los llanos, la bandola y el arpa establecieron una dinámica competitiva por la preferencia del público. Las cuatro cuerdas de la bandola llanera, en lugar de las ocho asimiladas por la bandola central y oriental, requirieron de un desarrollo técnico propio para lograr simultáneamente el tipleteo y el bordoneo, característicos del arpa llanera, a través del uso de la pajuela y de la uña del intérprete.
A principios del siglo XIX, la aristocracia criolla estableció una presencia parcial en los llanos con el propósito de participar en el comercio de cueros y ganado. Este proceso condujo a la apropiación de tierras y al desplazamiento de sus habitantes originarios, generando un clima de violencia, conflictos y antagonismos duraderos. En consecuencia, durante el período de la Independencia, los llaneros mostraron un apoyo significativo al bando realista. No obstante, la capacidad de convocatoria del general José Antonio Páez (1790-1873), prócer de la independencia venezolana, atrajo a numerosos contingentes a su causa. Diversas fuentes históricas documentan la participación de José Antonio Páez en los fandangos llaneros. Entre estos relatos, destaca el testimonio del capitán británico Richard Longfield Vowell (1795-1837), quien, alrededor de 1818, registró sus observaciones sobre Páez y su oficialidad durante una celebración:

«Limpióse una buena extensión de terreno… rodeando aquel espacio con una cerca de varras de guadua … todo este rústico salón de baile, cuyo piso había sido regado con arena recogida en las márgenes de la laguna… Música no escaseaba, porque guitarras y vihuelas eran tan comunes entre las emigradas como en el ejército; además de tales instrumentos, dos arpas, traídas por unos músicos que al parecer tuvieron más desahogo que sus vecinos al huir de sus casas, brindaban asimismo sus alegres arpegios...»
(citado por Ramón y Rivera) Günther (1982, p. 351)

El naturalista y explorador alemán Karl Appun (1820-1872), llegó a Venezuela en 1849, donde se dedicó a la colección de flora y fauna y a observaciones etnográficas. En una visita a El Pau asiste a un baile de joropo al aire libre y anota lo siguiente:

«La orquesta se componía de un arpa, una guitarra y dos maracas. El maraquero era a la vez quien tocaba las arias improvisadas que acompañaba la música. El personaje principal es el arpista, quien goza de fama de gran artista y es solicitado en los pueblos más lejanos para que haga vibrar los pies de las bailadoras como el fluido del azogue, con los sonidos maravillosos de su instrumento. Su postura es noble; apenas mira a sus colegas, y menos al maraquero… habla rara veces con el guitarrista, pero con el maraquero jamás... Llaneros vestidos de saco y pantalones de cuero, peones en blancas camisas y pantalones cortos, adornados con cintas en las rodillas, las pantorrillas desnudas envueltas en apretada polaina, cubiertas con un sinnúmeros de botones; (…) Un sentimiento voluptuoso parece que atraviesa de pronto los dedos del arpista, electrizados por el espíritu de la música, y los hace deslizarse como un suave hálito de viento por las cuerdas del instrumento antediluviano (…) Los bailes… son ejecutados generalmente por los bailadores en el mismo lugar, agitando las piernas al compás, pataleando, pisando y brincando en movimiento del cuerpo de ningún modo decente. Sólo en algunas danzas, como el fandango … los bailadores se mueven por la sala...»

Los Apuntes Estadísticos de 1876, dirigidos por el científico alemán Adolfo Ernst (1832-1899), proporcionan un valioso registro de la época. En dichos apuntes, Ernst documenta observaciones pertinentes sobre el estado Cojedes:

«Hai siete arpistas, dos de los cuales, que tienen conocimientos rudimentarios de la música, tocan muy regular. Los antiguos sones, tales como la maricela, el manzanares, la zapa, la guacharaca, la chipola y el guarapo, están en desuetud (desuso), y se acostumbran hoy la chambeta, el merengue, la yerbabuena, el paquete inglés, la seberiana, la periquita, los cariños, el polizón, el pagano, el gallo, la engañifa, el gavilán, el cambao, etc., etc., siendo el baile de joropo donde se tocan los sones indicados la diversión favorita de la parte pobre de la población...»

A principios del siglo XX, durante el régimen de Juan Vicente Gómez (1857-1935), se desencadenaron levantamientos en su contra. Este contexto histórico contribuyó a la consolidación del carácter del llanero, moldeado por los desafíos inherentes a su entorno natural, sus labores, las dinámicas sociales y los conflictos bélicos. Como resultado, la figura del llanero suscitaba tanto admiración como temor.

## Características
El joropo llanero es un subgénero del joropo per se que posee formas, normas y ejecuciones específicas. A pesar de la gran dispersión geográfica, representa una unidad estilística bien diferenciable de otros joropos regionales. Se cultiva en todo el llano venezolano, que atraviesa Venezuela desde el estado Apure en el occidente hasta Monagas en el extremo oriental y se extiende hasta los llanos colombianos. El joropo llanero se caracteriza por un sistema de secuencias armónicas fijas, que a partir de canciones y danzas tradicionales se convirtieron en formas musicales, subdividiéndose en dos grandes tipos: golpes y pasajes.
La diferenciación entre el pasaje (lento y lírico) y el golpe (rápido y vigoroso), radica principalmente en la progresión armónica o secuencia de acordes, la cual constituye un esquema estructural o «tipo» sobre el que se improvisan tanto la melodía como la letra. Ejemplos de tipos de joropo llanero género golpe son el Pajarillo, el Seis por Derecho, el Seis Figureao, el Gabán, el Zumba que Zumba, el San Rafael, la Quirpa, el Gavilán, el Seis Numerao, entre otros. Los tipos incluyen giros melódicos e instrumentales específicos, llamadas («Aaaaaah...»), cortes y por supuesto textos que tipifican el tipo de joropo. En cuanto al pasaje, este representa un género musical de carácter sereno y se destaca por contener letras poéticas, nobles, que hablan del sentimiento, del amor y de la naturaleza. En cuanto a la composición e interpretación, el pasaje tiene la influencia contemporánea de ese «joropo citadino» influenciado por diversos tonos foráneos que identificamos como «Balada», cuya cadencia sonora es fácilmente adaptada a los tonos del arpa.

### Elementos de análisis musical
| Características               | Golpes llaneros | Pasajes llaneros |
| ----------------------------- | --- | --- |
| Estructura armónica y rítmica | El golpe llanero se caracteriza por la repetición de una progresión armónica predeterminada, estructurada sobre un patrón rítmico constante. Esta secuencia armónica, distintiva de cada variante de golpe, se compone de un número específico de compases, invariablemente múltiplos de cuatro (4, 8, 16 y 32). Dentro de esta estructura cíclica, se insertan pequeños fragmentos o motivos rítmicos que individualizan a los diversos golpes, así como improvisaciones melódicas, variaciones rítmicas, modulaciones de timbre y frases cadenciales. La estructura rítmica de los golpes presenta una interacción simultánea de metros binarios y ternarios. Los registros agudos del arpa (o tiples), el cuatro y las maracas tienden a mantener una acentuación en valores binarios, propia del metro de 6/8. En contraste, el registro grave del arpa, junto con los repiques esporádicos del cuatro y las maracas, establecen el metro de 3/4, así como figuras hemiólicas que sugieren el metro de 3/2. | La estructura armónica del pasaje tradicional exhibe una notable consistencia. Es característico observar que la sección inicial frecuentemente modula hacia la subdominante. En el caso de pasajes en tonalidad menor, se produce una modulación hacia el relativo mayor al introducir la sección B, la cual, además, cumple una función introductoria. El pasaje comparte la base o estructura rítmica del golpe corrío, aunque se distingue por un tempo considerablemente más moderado. |
| Aspecto melódico              | Los golpes pueden ser vocales o instrumentales, se caracterizan por su versatilidad lírica, permitiendo la adaptación de múltiples letras a un mismo ciclo armónico. Esta cualidad facilita la creación e improvisación de coplas. Los «contrapunteos», por su parte, se desarrollan siempre dentro del tempo del golpe, donde dos o más cantantes se alternan en la improvisación de coplas, siguiendo la rima establecida por el primer participante. En la estructura de la mayoría de los golpes, se identifica un motivo característico denominado «llamado», el cual establece la pauta de entrada al canto. Asimismo, los golpes se distinguen por frases armónicas contundentes en bloque homorrítmico, que funcionan como elementos conclusivos para marcar los «cortes» o cierres, y facilitar transiciones o finales. Es frecuente encontrar Preludios o Introducciones musicales que actúan como frases sorpresivas, a partir de las cuales se desencadena súbitamente el golpe en cuestión, especialmente en aquellos de ciclo armónico corto, como el Pajarillo o el Seis por Derecho.                                                                                       | El pasaje se caracteriza por una estructura formal cerrada, que define un marco de duración preestablecido, exento de variaciones abruptas o contrastes significativos. En el contexto del pasaje vocal, el arpista emplea fragmentos o motivos extraídos de la línea vocal para construir la parte instrumental, utilizando arpegios que proporcionan un soporte armónico a la voz. Esta distribución particular del fraseo del arpa, a menudo con ligeros desplazamientos respecto al canto y dinamizada por una sincopa constante de corcheas, genera una heterofonía en relación con la melodía vocal. Ocasionalmente, el arpista introduce «bordones» o variaciones en el breve interludio instrumental del pasaje.   |
| Aspecto instrumental          | • El llamado «Bordoneo» consiste en un juego melódico de los bajos del arpa, generalmente acompañado de simples percusiones acórdicas en el registro agudo, en coincidencia con la métrica del golpe seco de las maracas y los «trancados» del cuatro. • El «Bandoleao» es una sección donde el arpista imita el timbre de la bandola llanera, tocando las cuerdas muy cerca del clavijero, en un juego a dos voces muy cercanas entre sí. Esta sección suele ser de gran intensidad y ardor en la ejecución, viéndose frecuentemente apoyada por respuestas rítmicas en las maracas y figuras de repique en el cuatro. | • La voz del cantante es el instrumento principal, llevando la melodía y expresando las emociones de la letra. • El arpa desempeña un papel melódico principal, proporcionando armonías y melodías que complementan la voz del cantante. En el pasaje el arpa hace melodías más suaves y sentimentales. • El cuatro proporciona un acompañamiento armónico más suave y discreto, rellenando el sonido y apoyando la progresión de acordes. • Las maracas mantienen un ritmo suave y constante, añadiendo textura y profundidad al sonido general, pero sin el énfasis rítmico marcado de los golpes. |
| Estructura formal             | Los golpes musicales se clasifican en estructuras unipartitas, bipartitas y tripartitas, variando en longitud. Los golpes unipartitas, caracterizados por una estructura armónica simple, como el Gabán, el Pajarillo, el Seis por Derecho, la Guacharaca, entre otros, son especialmente propicios para el desarrollo de la improvisación. La brevedad de su vuelta armónica permite, paradójicamente, la elaboración de estructuras melódicas extensas y fluidas, facilitando la creación de desarrollos sin las restricciones formales impuestas por estructuras más complejas. Los golpes bipartitos, tales como Quirpa, San Rafael y Gavilán, se caracterizan por presentar una progresión armónica extensa, generalmente asociada a un contenido melódico y cadencial distintivo. Sobre esta base, los músicos desarrollan sus improvisaciones. Su estructura formal exhibe una mayor similitud con la del pasaje, debido a la alternancia y repetición de secciones. Además, existen los golpes bitonales, caracterizados por presentar una armonía que puede interpretarse con dos Tónicas. Ejemplos de estos son el Seis por Numeración y la mayoría de los golpes multipartitos. | El pasaje llanero, género musical predominantemente vocal y de naturaleza lírica, exhibe una estructura que guarda similitudes con la canción o el lied europeo, caracterizada por una construcción binaria (ABA ó AABA). Esta estructura se manifiesta a través de períodos simétricos que se repiten, alternando secciones instrumentales con partes vocales. No obstante, también se encuentra el pasaje exclusivamente instrumental, el cual suele derivarse de adaptaciones de la versión cantada. La forma más frecuente es la siguiente: B B (inst.) A*A* (vocal) B*B* (vocal) A A (inst.) B B (inst.) A*A* (vocal) B* B* (vocal) y Coda (a veces también duplicada). - Nota: El asterisco * indica la parte vocal. |
| Aspecto literario             | Los golpes se cantan en versos octosílabos, se distinguen por su capacidad para evocar el carácter desafiante y guerrero del llanero. Sus letras exploran una amplia gama de temas, desde la altivez y el heroísmo hasta el patriotismo, la tradición, el amor por la tierra y las raíces, la defensa de la identidad, y elementos costumbristas y regionales como la fauna y flora autóctonas. | Los pasajes se caracterizan por su lirismo y emotividad, manifestándose en expresiones de intimidad, nostalgia, evocación y afecto hacia el llano, así como en composiciones de índole romántica. |

## Instrumentos
- Arpa llanera: consta de 32 o 33 cuerdas y por lo general, están hechas de madera de cedro, o pino; la pintura utilizada para revestirla es de laca permanente. Sus cuerdas son en la actualidad fabricadas de nailon, pero en los tiempos antiguos se hacían principalmente de tripa animal.[18]
- Bandola llanera: es de cuatro cuerdas (de tripa y nailon), que van en órdenes simples. La caja de resonancia es más pequeña que la de la bandola oriental. Se ejecuta con un plectro que puede ser fabricado con cacho de ganado.[19]
- Cuatro venezolano: es una adaptación de la guitarra renacentista, también de cuatro órdenes, el primero sencillo y los demás dobles, que llegó a Venezuela con los españoles. Esta adaptación adoptó el temple nuevo de la guitarra renacentista: «La, Re, Fa# y Si», pero como en sus orígenes la primera cuerda, la más aguda y de tripa, se rompía con facilidad al «golpearla» se optó por emplear la misma nota «Si» pero una octava más baja, lo cual lo convirtió en el instrumento de afinación reentrante con el recio sonido que lo distingue.[20]
- Maracas: son instrumentos de percusión idiófonos que han desempeñado un papel fundamental en la música latina y caribeña. Están compuestas por una parte esférica hueca, comúnmente fabricadas con el fruto del árbol de totumo (táparo) y rellenas con semillas secas de capacho. Esta esfera se sostiene mediante un mango que permite agitarla para producir sonido.[21]
- Bajo eléctrico: es un instrumento generalmente de 4 cuerdas con un estilo muy similar a la guitarra eléctrica, con la diferencia principal de que el bajo produce frecuencias más bajas, de ahí su nombre. El sonido del bajo eléctrico surge cuando las cuerdas de metal vibran sobre las pastillas y estás envían una señal a través del cable en el que está conectado el instrumento hacia el amplificador que es el encargado de emitir el sonido de cada una de las notas tocadas.[22]

## Baile
En las regiones llaneras occidentales y centrales, destacan las siguientes manifestaciones dancísticas: valsiao, toriao, escobillao y zapatiao, todas ellas ejecutadas por parejas que se toman de las manos. El valsiao es la figura coreográfica inaugural del baile, debe su denominación y estilo de ejecución a la influencia del vals en el ámbito rural. El caballero invita a la dama a bailar, dirigiéndose ambos al centro de la pista. Inicialmente, el caballero sostiene las manos de la dama, conservando cierta distancia y adoptando la posición del valseo. A continuación, desliza su mano derecha hacia la cintura de la dama, mientras que con la izquierda sostiene la mano derecha de ella, guiándola hacia su hombro; el toriao se manifiesta de dos formas principales: algunos bailarines se separan momentaneamente de su pareja y simulan un lance taurino, mientras que otros realizan una serie de engaños o amagues, hacia la derecha y la izquierda, como si intentaran girar alrededor de su pareja sin completar la vuelta; el escobillao es una invención criolla, se presume que deriva del zapatiao, es exclusivo de la mujer y se ejecuta partiendo de la posición inicial. Comienza con el desplazamiento del pie derecho, apoyándose brevemente en el izquierdo, seguido de la inversión inmediata de la posición. Durante este proceso, los pies se deslizan con suavidad y rapidez sobre el suelo, manteniendo las piernas extendidas. Se denomina escobillao por la similitud entre el movimiento de los pies y la acción de barrer. Y por último el zapatiao, presente en toda América, evidencia su origen en el zapateao flamenco, destacando la expresión de virilidad a través del baile. El zapatiao masculino se sincroniza con los repiques del arpa o la bandola, respondiendo así a la llamada musical de estos instrumentos de cuerda. Esta figura presenta una mayor prevalencia en los llanos y valles centrales en comparación con los llanos occidentales, pero en ambas regiones se destaca la notoria destreza de los bailadores en la ejecución.

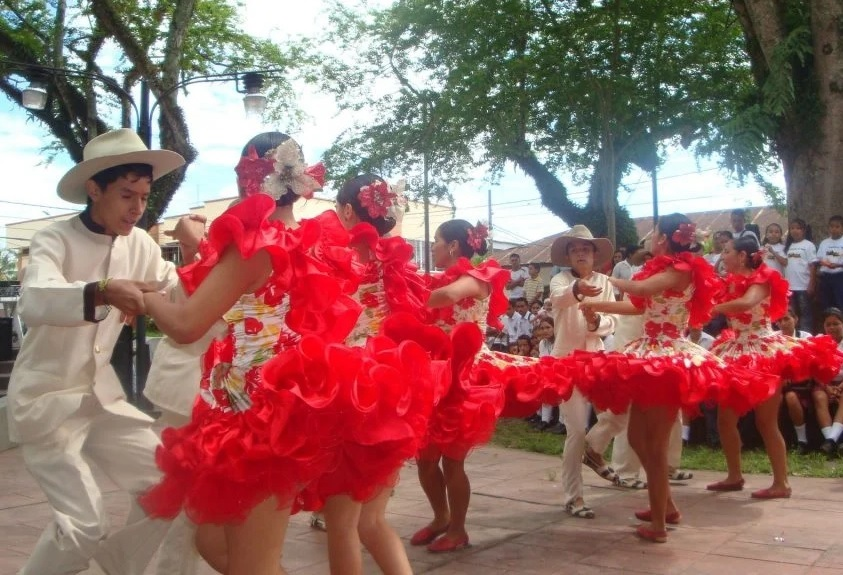
Joropo llanero: parejas de baile en una plaza pública.

El escritor y folclorista venezolano Luis Felipe Ramón y Rivera, en su libro «El joropo: baile nacional de Venezuela» (1953), identifica una figura coreográfica denominada figura corrida. A pesar de la ausencia de una designación formal previa, se ha observado su presencia constante en las diversas manifestaciones del joropo practicadas en la región central del país. Se trata de un desplazamiento coreográfico, a modo de saludo, en el cual la pareja, tomados de las manos, recorre la totalidad del salón o teatro de baile. Es probable que esta figura sea una reminiscencia de los bailes de cuadrilla, particularmente de la contradanza.
Existen otras figuras del baile en esta región, algunas son originales y otras las podemos catalogar bien como variaciones de las figuras ya mencionadas, bien como adornos de dichas figuras. Ejemplos: en el figureao están tomados de una sola mano; en el cuartiao, mientras están tomados de manos, la mujer cepillea y el hombre como contrafigura se limita a marcar pasos lentos y sencillos; en el remolino, la mujer da vueltas por debajo del brazo alzado del hombre.
Otros pasos del joropo popular que se dan en forma general son: la zambullida del guire, zamuro en tazajera, gabán sacando pescao y el brazo del perro, entre otros.

## Vestimenta
La vestimenta tradicional del joropo llanero no solo es una forma de identificación cultural, sino que también juega un papel importante en la ejecución del baile. Los trajes típicos permiten a los bailarines moverse con libertad, resaltando la energía y la gracia de sus movimientos. Además, la vestimenta también refleja elementos de la gracia y galantería del llano a la hora de ejecutar el baile del joropo.

### Vestimenta de la mujer
En el caso de las mujeres que bailan joropo llanero, suelen lucir un traje colorido y llamativo. El traje típico femenino puede adoptar la forma de un vestido completo, con estampados de longitud variable (largo o hasta la rodilla), o bien, presentarse en conjuntos de piezas separadas, los cuales se componen de los siguientes elementos:
- Falda de flores corta adornada con arandelas: La falda es una de las piezas más importantes del traje. Suele ser de colores vivos y estampados de flores. Está adornada con arandelas, que son pequeñas campanillas o cascabeles que producen un sonido característico durante el baile.
- Blusa blanca o de flores cuello bandeja sin mangas: La blusa es generalmente blanca, pero también puede ser de flores. Tiene un cuello bandeja sin mangas, lo que permite mayor libertad de movimiento durante el baile.
- Adorno para la cabeza: Las mujeres suelen llevar un adorno para la cabeza, como una cinta o una flor, que complementa el traje y resalta su belleza.[27]
- Alpargatas: El calzado que se utiliza es la alpargata negra o de colores con suela de cuero o goma.

Con este traje, las mujeres destacan la feminidad y la alegría que caracterizan al joropo llanero. Además, el sonido de las arandelas en la falda añade un elemento musical al baile.

### Vestimenta del hombre
En el caso de los hombres que bailan joropo llanero, visten un traje más sencillo, pero igualmente representativo de la cultura llanera. El traje típico del hombre incluye:
- Pantalón blanco: El pantalón es de color blanco y generalmente de tela ligera para permitir mayor comodidad y movimiento durante el baile. También se puede usar el pantalón caqui de color o pantalón tuco, este era usado a media rodilla pues era la ropa para el trabajo del campo.[28]
- Camisa: La camisa puede ser manga larga o liqui liqui, un traje muy elegante, donde el pantalón se usa completo hasta los tobillos y puede ser de cualquier color, aunque siempre es unicolor.[28]
- Sombrero llanero: El sombrero llanero es un elemento icónico del traje del hombre. Este sombrero «pelo e' guama» de ala ancha protege del sol y le da un toque auténtico al atuendo.
- Alpargatas: El calzado que se utiliza es la alpargata negra con suela de cuero o goma.

El traje del hombre refleja la rusticidad y la masculinidad que se asocian con la cultura llanera. El sombrero llanero, en particular, es un símbolo de la identidad llanera y se utiliza tanto en el joropo llanero como en otras actividades tradicionales.

## Joropo llanero en Colombia
La marginalización sociopolítica de un territorio históricamente poco poblado, en contraste con la densidad demográfica de los grandes centros urbanos, contribuyó a la relativa ausencia del joropo en el contexto de la cultura popular de Colombia hasta entrados los años 80 del siglo XX. No obstante, era una verdad llanera, una auténtica pasión de la sabana, reconocida en Venezuela.
En las primeras décadas del siglo XX se encuentran referencias al joropo en los llanos orientales de Colombia, entre las que destacan las documentadas en los escritos del sacerdote y filólogo Fabo de María (1873-1933). Designado a la misión de Arauca en Casanare, el padre de María fue responsable de la dirección de un colegio de formación eclesiástica y educación superior. Por sus conocimientos lingüísticos, históricos y etnográficos, se le nombró capellán de una expedición mixta de límites entre Venezuela y Colombia.

«Reúnese un grupo de llaneros en un corredor de los hatos o bajo los copudos árboles que crecen en los patios de las casas o en cualquier lugar destinado al baile, y rasgueando el cuatro y tiple e imprimiendo a las carracas y maracas un golpeteo tan raro y original que no podría ser imitado por ninguno, por más hábil que lo supongamos...

...Llega un momento en que el llanero sufre la diostenia de la inspiración, rompe a cantar sobre el tema que en talante le viene; a su lado no falta quien agregue a la redondilla otra del mismo corte, tomando pie del último verso...»
Fabo de María.

Existen otras referencias más hincadas en un descubrimiento espiritual como fueron las de muchos viajeros que sin embargo pasan por encima de lo musical.
Los municipios de Casanare (Orocué, Pore, Támara, Nunchía) y Arauca (Tame), poseen una profunda raigambre histórica y mantienen una estrecha relación con Venezuela. Esta conexión se manifiesta en la presencia de numerosos lazos familiares a ambos lados de la frontera. Por otro lado, Yopal surgió como resultado de migraciones provenientes de Boyacá, mientras que Arauca fue escenario de migraciones originarias de Santander, Santa Fe y otros países. En contraste, las manifestaciones culturales de San Martín, no lograron trascender significativamente los límites de su núcleo urbano y algunas áreas rurales circundantes.
Miguel Ángel Martín (1932-1994), Héctor Paúl Vanegas (1939-2016) y David Parales (1947-), oriundos de Arauca, desempeñaron un papel fundamental en la consolidación de las primeras expresiones culturales llaneras en Villavicencio y el Meta, convirtiéndose en figuras emblemáticas en esta región. Esto sugiere que en la localidad de Tame, en Arauca, se anclara su gran germen mestizo para el joropo. Si bien Casanare ha sido históricamente reconocido como un bastión de la música llanera, con municipios como Maní destacándose como referentes culturales, la contribución de Tame no debe ser subestimada. En aquella época, las expresiones culturales de las zonas rurales descendían de las montañas, y la bandola, el tiple y la guitarra eran los instrumentos que acompañaban los pasillos y bambucos, aliviando las nostalgias de los habitantes.
Durante la década de 1960, se produjo el surgimiento de los festivales, torneos y reinados, los cuales se propagaron rápidamente por las comunidades, íntimamente ligados a diversas expresiones musicales. En este contexto, se definieron:
- El Torneo Internacional del Joropo para la fecha aniversaria de la creación del Departamento del Meta (1 de julio de 1960).[35]
- El Festival de la Canción Colombiana, autoría de Miguel Ángel Martín, en diciembre (1962).[36]
- Reordenamiento institucional para el apoyo de la cultura.[37]
- Perspectiva de las casas de la cultura municipales, entre ellas, la casa de la cultura «Jorge Eliécer Gaitán» de Villavicencio, obra de Maruja Hernández de Gil.[38]
- Las fiestas tradicionales del Llano se consolidan en esa época de postviolencia partidista. Las de Arauca en diciembre: Arauca, Santa Bárbara; en Casanare, así: en Maní, el festival de la bandola Llanera; en Manare, festival de la llanura, estos en enero; la Virgen de la Candelaria en Orocué, para febrero; en Maní, fiestas de la Libertad y en Trinidad por agosto; en noviembre son las fiestas de los Angelitos y la creciente de los muertos el 1 y 2 noviembre en varios pueblos. En esta década también se abre paso el festival de San Martin y el festival del retorno en Acacías, aunque realmente se consolidan años después.[39]

La introducción de las primeras arpas en la región se atribuye a David Parales, cuando el maestro Miguel Ángel Martín facilitó su llegada para impartir clases en la recién fundada academia en 1962. Previo a este acontecimiento, la tradición musical en San Martín se centraba en la interpretación de música del interior, utilizando instrumentos como el tiple, la bandola y la guitarra, desconociéndose el uso de los instrumentos llaneros.

### El joropo llanero en el interior de Colombia
Transcurrido un período significativo, aparece la primera expresión «llanera» en el panorama de la música colombiana, gracias a la figura de Alejandro Wills (1887-1943), cuya influencia en la música nacional es indiscutible. Wills, quien gozó de gran reconocimiento en Venezuela, se posicionó, junto a Alberto Escobar, en uno de los primeros intérpretes en grabar la emblemática pieza «Alma Llanera» de Pedro Elías Gutiérrez (1870-1954), que grabó por allá por 1919 en Nueva York y existe la posibilidad de que, durante sus presentaciones en los principios de la radio nacional, introdujera en Bogotá joropos y otros ritmos caraqueños. Junto a los hermanos Andrade, Wills fundó el conjunto «Los Llaneros».
El periodista y folclorista colombiano Hernán Restrepo Duque (1927-1991), rememora cómo, en contraste con los intérpretes criollos que carecían de acceso al disco, sus recuerdos de juventud del joropo se encuentran ligados a Lorenzo Herrera (1896-1960), el autor que se vestía de blanco y tocaba las maracas con los pies, cautivó al público con interpretaciones memorables de piezas como «Josefina», «Alma Llanera» y «Barlovento». Estas interpretaciones quedaron plasmadas en discos que perduran en la memoria colectiva, así como en sus presentaciones en el emblemático Teatro Bolívar del Medellín de antaño.

«Después, mucho después, comenzamos a entender, ya sí, definitivamente, el "joropo en colombiano" porque asistimos a impresionantes tenidas con Luis Ariel Rey, con su hermano Gil, con los del grupo Los Galanes de Manuel Ramírez y apreciamos las triunfales creaciones de Miguel Angel Martín con esa "Carmentea" que entre nosotros, aquí en el interior, gozamos mucho más en la versión no muy pura pero sí sabrosísima de Omar Ramírez, y finalmente con el grupo de Fernando Lizarazo y las evocaciones sublimes de ese astro imponderable que se llamó Arnulfo Briceño, en quien hallamos sonidos nuevos y decisiones tremendas.»
Baquero Nariño (1990, p. 16)

Durante este período se experimentó una intensificación notable en lo que respecta al conocimiento de la música popular. Ya no era sólo lo que llegaba con los discos de Lorenzo Herrera. Surgieron nuevas expresiones llaneras, algunas más puras que otras, que ampliaron el panorama musical. Desde Caracas, la llegada de los discos de Juan Vicente Torrealba (1917-2019) y las voces emblemáticas de Adilia Castillo (1933-2014), Mario Suárez (1926-2018) y Alfredo Sadel (1930-1989) revolucionaron la escena musical.
Al abordar la cuestión del origen del joropo y su persistente asociación con el sanjuanero por parte de algunos académicos, el antropólogo y etnomusicólogo colombiano Guillermo Abadía Morales (1912-2010), afirma categóricamente:

«Nosotros consideramos el sanjuanero como bambuco con influencia rítmica de la zona de los Llanos Orientales y se hace presente precisamente en las regiones ganaderas del Tolima y Huila. Dista naturalmente de semejarse al verdadero joropo que es el de los Llanos Orientales de Colombia, pero con frecuencia recibe el nombre impropio de “joropo sanjuanero”. Igualmente podría llamarse “bambuco sanjuanero”, tal vez con más propiedad, puesto que la influencia del bambuco es mucho más notoria en él que la del joropo»

### Congreso de la República de Colombia
Informe de ponencia para el primer debate del proyecto de ley n.º 165 (13 de septiembre de 2024).

«El joropo llanero es de más reciente data en términos históricos, pues la conquista de los llanos se llevó a cabo finalizando el siglo XVI, y su poblamiento fue aún más lento y ya entrado el siglo XVII. Su génesis es innegablemente venezolana, pues todas las regiones de los llanos en su vasta extensión pertenecieron a la Capitanía General de Venezuela a partir de 1777, lo cual incluía por Real Cédula a los departamentos de la actual República de Colombia como Arauca y Meta.»